# Karolina Gočeva

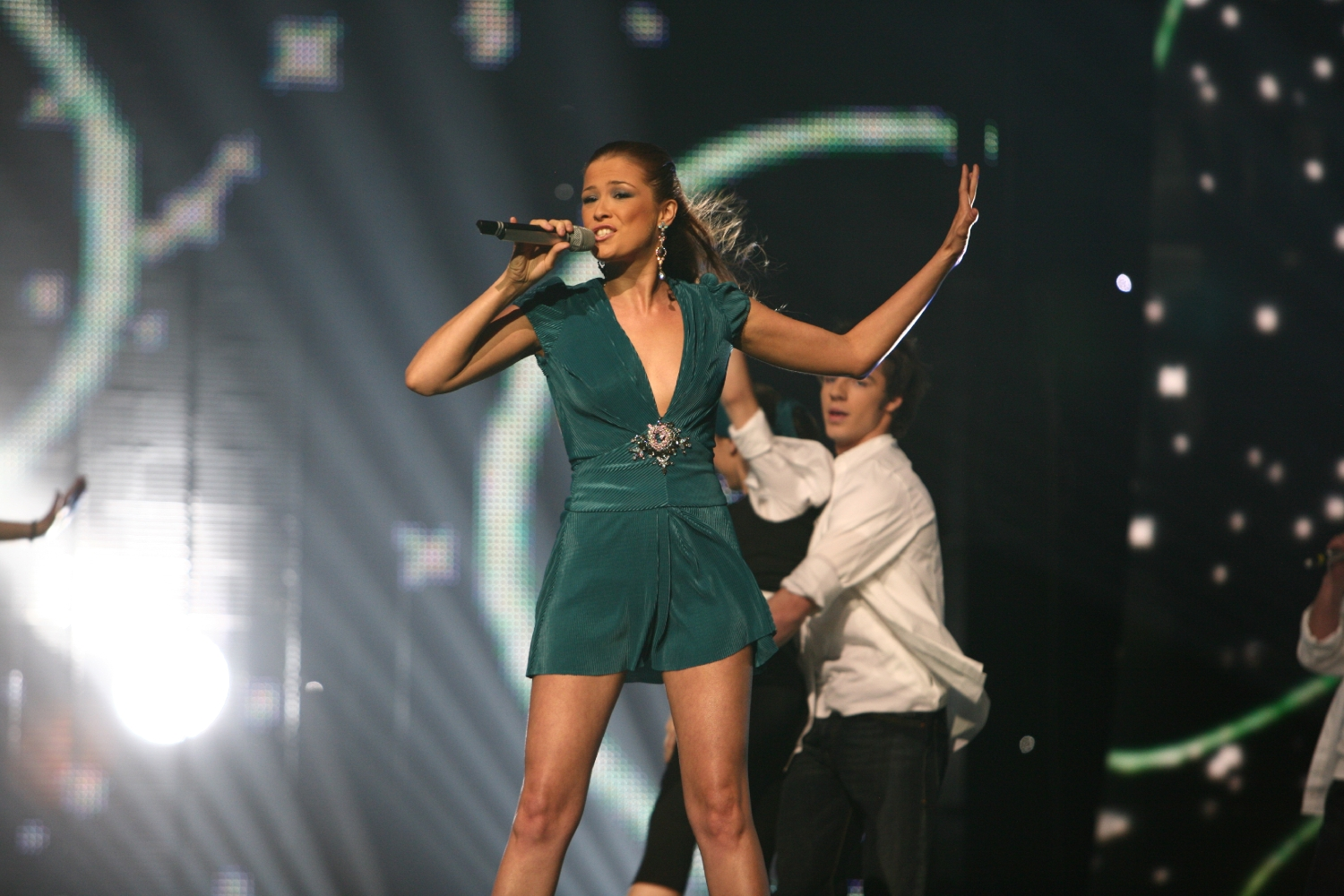
Karolina Gočeva.

Karolina Gočeva (makedonska: Каролина Гочева), född 28 april 1980 i Bitola i Nordmakedonien, är en makedonisk sångerska. 
Hennes första singel, "Mamo, pušti me", gavs ut 1991. Hennes första album, med samma namn, kom ett år senare.
Gočeva representerade Makedonien i Eurovision Song Contest 2002 med låten Od nas zavisi - It Depends on Us och fick en nittondeplacering. 2007 sjöng hon åter för Makedonien, med bidraget Mojot Svet, som gick vidare till finalen. Bidraget kom på en fjortonde plats med 73 poäng. År 2000 var hon med i den makedonska finalen och kom på andra plats, före henne kom gruppen "XLL".

## Album
- Mamo, pušti me (1992)
- Jas Imam Pesna (2000)
- Zošto sonot ima kraj (2002)
- Znaes Kolku Vredam (2003)
- Kad Zvezde Nam Se Sklope...Kao Nekada (2003)
- Vo Zaborav (2005)
- U Zaboravu (2006)